# Пйотрово (Оборницький повіт)
Пйотрово (пол. Piotrowo) — село в Польщі, у гміні Ричивул Оборницького повіту Великопольського воєводства.
Населення — 105 осіб (2011).
У 1975-1998 роках село належало до Пільського воєводства.

## Демографія
Демографічна структура станом на 31 березня 2011 року:
|          | Загалом | Допрацездатний вік | Працездатний вік | Постпрацездатний вік |
| -------- | ------- | ------------------ | ---------------- | -------------------- |
| Чоловіки | 58      | 11                 | 43               | 4                    |
| Жінки    | 47      | 10                 | 27               | 10                   |
| Разом    | 105     | 21                 | 70               | 14                   |